# Abanto (almirante)

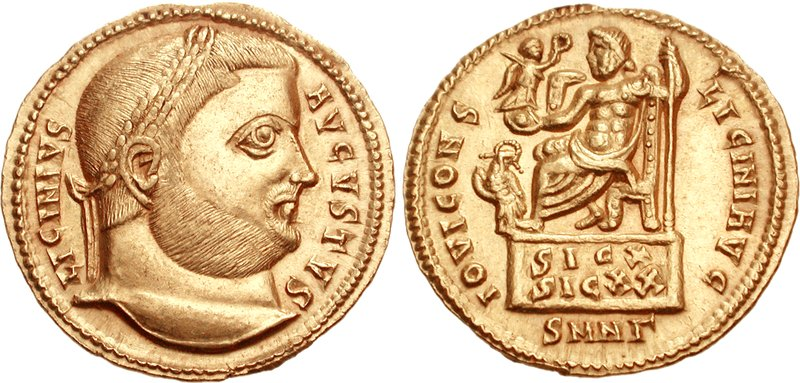
Soldo de Licínio r. emitido na Nicomédia ca. 317-318

Abanto (em latim: Abantus) ou Amando (em latim: Amandus) foi um oficial militar romano do século IV, ativo no reinado conjunto dos imperadores romanos Constantino, o Grande (r. 306–337) e Licínio (r. 308–324).

## Vida
Abanto aparece nas fontes como almirante de Licínio na Segunda Guerra Civil contra Constantino (324), sendo derrotado perto de Calípolis, na boca do Helesponto, pela frota constantiniana liderada por Crispo (r. 317–326), o filho mais velho do augusto Constantino. De acordo com Zósimo e Anônimo Valesiano, Crispo e Abanto encontraram-se numa batalha inicial, que terminou inconclusiva, porém devido a uma tempestade que destruiu boa parte de sua frota, Abanto foi derrotado num segundo encontro no dia seguinte e quase não conseguiu escapar com vida.